# 蛋黄狸藻
蛋黄狸藻（学名：Utricularia vitellina）为狸藻属多年生极小型至小型陆生食虫植物。其种加词“vitellina”来源于拉丁文“vitellus”，意为“蛋黄”，指其黄色的花冠。蛋黄狸藻为西马来西亚的特有种，仅存在于大汉山和加保山（Gunung Kerbau），两者相隔超过100公里。蛋黄狸藻陆生于溪边的苔藓中，海拔分布范围为1500米至2100米。1923年，亨利·尼古拉斯·里德利最先发表了蛋黄狸藻的描述。其与蚌实狸藻组其他物种的区别主要为其不具备基部膨大的花冠下唇。

## 外部連結
- 食虫植物照片搜寻引擎中蛋黄狸藻的照片

 维基共享资源上的相關多媒體資源：蛋黄狸藻
 維基物種上的相關：蛋黄狸藻